# Sjursøya
59°53′17″N 10°45′15″Ø / 59.88806°N 10.75417°Ø
Sjursøya er en halvø  i Oslo. Den var oprindelig en fritliggende ø i den indre Oslofjord, men i 1920- og 1930'erne blev øen som beskæftigelsesarbejde omlagt,  så den kunne benyttes til havneformål. I dag er Sjursøya en central del af Oslo Havn (Sydhavnen) og tager blandt andet mod produkttankskibe. 

## Beliggenhed og historie
Halvøen Sjursøya ligger i havnebassinet i Oslo i bydelen Nordstrand og udgør en central del af det som kaldes Sydhavnen. Halvøen grænser til Kongshavn i nord og til Ormsund mod sydøst, og Bleikøya ligger tæt på mod  vest. Adgang  sker via en frakørsel på Mossevejen.  Sjursøya er også blevet kaldt Framnes.
I matriklen fra 1888 er der angivet 19 ejendomme på Sjursøya. I 1920 blev det besluttet i bystyret at opkøbe ejendommene; prisen blev tilsammen 1.671.244 kroner. I februar 1921 begyndte havnevæsenet at nedrive husene. Udsprængningen af øen blev foretaget som nødarbejde i tiden 1921 til 1934, og omkostningerne dertil  beløb sig til 12.082.000 kroner. Senere købte kommunen også Kneppeskjær for 30.000 kroner .

## Johan Borgens «tabte Atlantis»
Forfatteren Johan Borgen boede en del af sin barndom  på Sjursøya, og har levende beskrevet hvad han kaldte «Bunnefjordens tapte øy», hans eget barndomsrige.
Her ude var der flere fastboende fiskerfamilier, men øen gik almindeligvis under kaldenavnet «professorøyøen», på grund af dens overvægt af intellektuelle sommergæster. «Øen var så finurlig kuperet», skrev Borgen, «at den gav plads for 13 villaer, uden at man kunne se nogen af dem fra en af de andre».
Øen havde også en rig vegetation. Takket være cisterciensermunkene på Hovedøya blev der registreret 220 forskellige blomster og bregner. Da Kristianias kajanlæg blev nedrevet i 1910 svømmede tusindvis af rotter i panik ud til Sjursøya, og flyttede ind i  badehuse og utætte kældere. Det førte til en omfattende jagt på rotter, og omsider blev de plagsomme gnaverne bekæmpet.

## Industrieventyr
I 1920 blev hele Sjursøya købt af  Kristiania kommune for at bygge kajanlæg. I løbet af 1921 blev alle huse og hytter nedrevet og terrenet  planeret. På det meste var 1500 mennesker i arbejde med projektet. Der var snakk om rent beskæftigelsesarbejde, og folk blev som fordelt på to skift, så  arbejdet gik næsten kontinuerligt døgnet rundt. Først i 1934 var sprængningsarbejderne færdige. Hele 900.000 kubikmeter masse var sprængt og udjævnet.
1. januar 1936 blev Sjursøya overført fra Aker til Oslo kommune, efter vedtagelsen  om den lille byudvidelse. Under krigen fungerede Sjursøya som luftbase og troppeforlægning for tyskerne. Sjursøya er nu et fuldt udbygget industriområde med laste- og losseanlæg. Helt mod syd ligger Østlandets største olieterminal. Ellers er den containerhavn og Oslos vigtigste anlæg for bulklast.

## Ulykker
24. marts 2010 rullede 16 godsvogne tilhørende CargoNet ukontrolleret på Loenga-Alnabrulinjen fra Alnabru til Sjursøya. Dette førte til en alvorlig  ulykke ved Sjursøya.